# Unitat perifèrica de Magnèsia
L'antiga prefectura de Magnèsia i actual unitat perifèrica de Magnèsia (en grec Νομός Μαγνησίας) és el nom de la part sud de Tessàlia, una regió situada a la part central de Grècia. L'antiga prefectura es va crear el 1947, el 70% de la població viu a l'àrea del gran Volos (Βόλος), que és la segona ciutat de Tessàlia i el tercer port comercial més important de Grècia. A partir de l'1 de gener de 2011, segons el programa Cal·lícrates, la prefectura queda dividida en dues unitats perifèriques: la unitat perifèrica de Magnèsia i la unitat perifèrica de les Espòrades.
El mot magnetisme prové del grec "magnítis líthos" (μαγνήτης λίθος), que significa pedra de magnèsia. El nom dels elements magnesi i manganès també deriven d'aquesta regió, que a més de la magnetita (un mineral de ferro), produeix minerals de magnesi i manganès que eren coneguts pels alquimistes.